# Julius Corentin Acquefacques
Julius Corentin Acquefacques ist eine Comicfigur des französischen Zeichners Marc-Antoine Mathieu. Der Nachname ist ein klangliches Rückwärtspalindrom von Kafka und die Bände zeichnen sich auch durch kafkaesken Stil aus.
Julius Corentin Acquefacques ist ein Beamter des Ministeriums für Humor. Er lebt in einem winzigen Zimmer in einer völlig überbevölkerten, riesigen Stadt. Wer sich nicht an die dortigen strengen Regeln hält, kann mit empfindlichen Strafen rechnen. Immer wieder wird Acquefacques mit surrealen Träumen oder Anomalien konfrontiert. Dies kann bis an die Grenzen des Erzählbaren gehen und stellt Fragen zu Raum, Dimension und Zeit.
In Frankreich erscheinen die Bände seit 1990 bei Delcourt, in Deutschland hingegen bei Carlsen und Reprodukt.
Band 3, Der Wirbel wurde in Angoulême mit dem Preis für das beste Szenario ausgezeichnet; Band 6, Die Verschiebung, mit dem Comicpreis der Stadt Genf.
2020 erschien der 7. Band der Serie.

## Alben
1. 1990: L’Origine (dt. Der Ursprung)
2. 1991: La Qu... (dt. Die vier F...)
3. 1993: Le Processus (dt. Der Wirbel)
4. 1995: Le Début de la fin (dt. Der Anfang vom Ende)
5. 2004: La 2,333e Dimension (dt. Die 2,333. Dimension)
6. 2013: Le Décalage (dt. Die Verschiebung)
7. 2020: L'Hyperrêve (dt. Der Hypertraum)